# Naučná stezka Z Dobroslavic do Děhylova
Naučná stezka Z Dobroslavic do Děhylova spojuje obce Dobroslavice a Děhylov v okrese Opava. Stezka je celoročně volně přístupná.

## Další informace
Naučná stezka Z Dobroslavic do Děhylova, která vznikla v roce 2015, má 9 zastavení s informačními tabulemi a také s úkoly pro děti. Na informačních tabulích jsou uvedeny místní zajímavosti, informace o včelách, mravencích, ptácích, květinách, kamenech aj. 

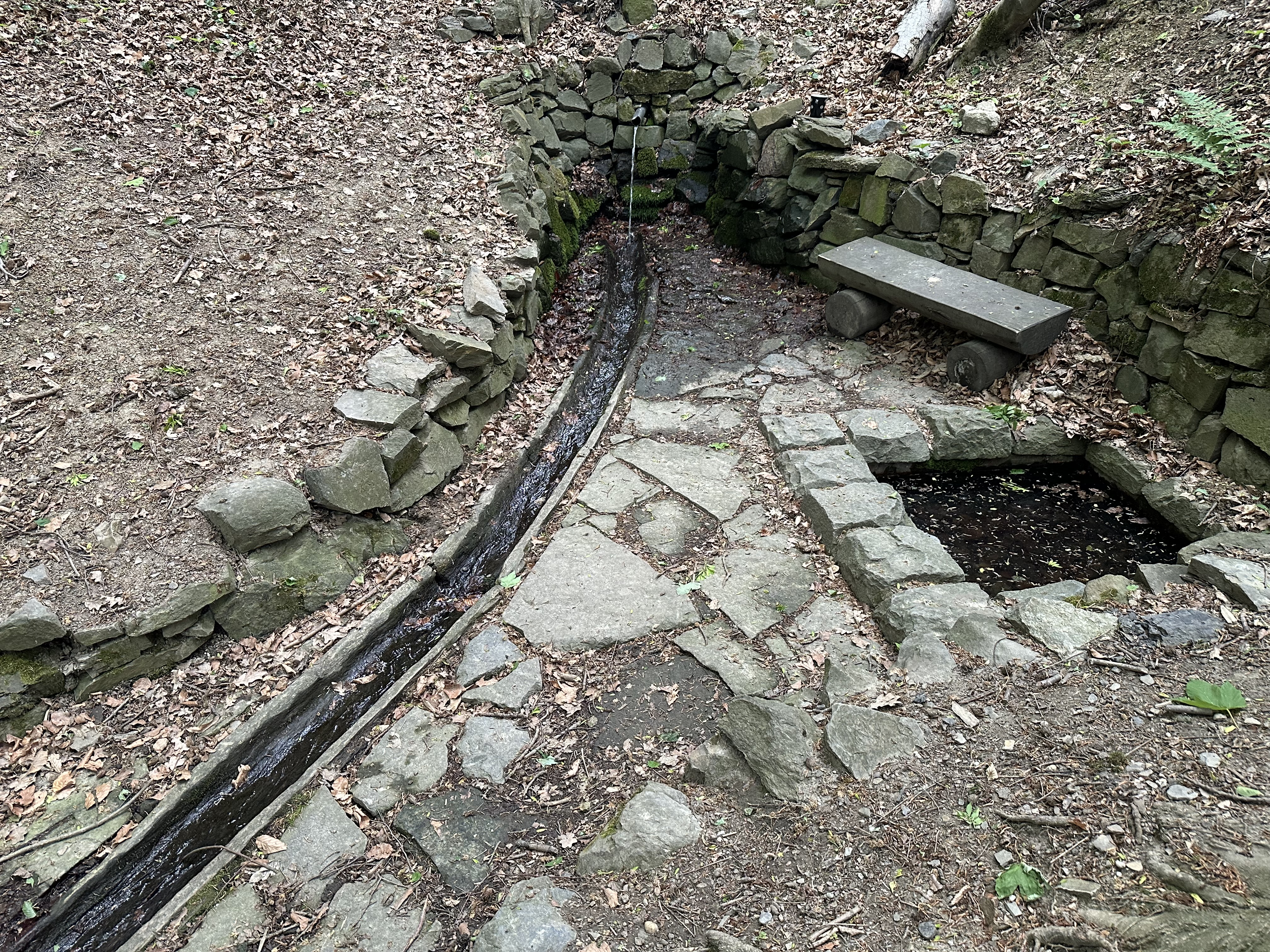
Zámecká studánka

Stezka začíná u silnice v ulici Slezská v Dobroslavicích a pokračuje v dobroslavickém zámeckém parku kolem ruin kamenného zámeckého mostu a kopíruje starou cestu do Děhylova přes les Sýkornice a kolem Zámecké studánky. Nakonec pokračuje poli až do Děhylova, kde končí na ulici K Sýkornici. Nápad vytvořit naučnou stezku pochází od místního občana Václava Klapetka, který ji společně s dobrovolníky a přispěním obce vytvořil. Stezka má délku přibližně 2 km a je vhodná pro kola i kočárky.